# NGC 2452
NGC 2452 је планетарна маглина у сазвежђу Крма која се налази на NGC листи објеката дубоког неба.
Деклинација објекта је - 27° 20' 6" а ректасцензија 7h 47m 26,2s. Привидна величина (магнитуда) објекта NGC 2452 износи 12,0 а фотографска магнитуда 12,6. NGC 2452 је још познат и под ознакама PK 243-1.1, ESO 493-PN11, CS=19.0.